# Сади (Опольське воєводство)
Сади (пол. Sady, нім. Baumgarten) — село в Польщі, у гміні Немодлін Опольського повіту Опольського воєводства.
Населення — 234 особи (2011).
У 1975-1998 роках село належало до Опольського воєводства.

## Демографія
Демографічна структура станом на 31 березня 2011 року:
|          | Загалом | Допрацездатний вік | Працездатний вік | Постпрацездатний вік |
| -------- | ------- | ------------------ | ---------------- | -------------------- |
| Чоловіки | 128     | 29                 | 86               | 13                   |
| Жінки    | 106     | 12                 | 69               | 25                   |
| Разом    | 234     | 41                 | 155              | 38                   |